# Samuel Göthe
Samuel Göthe, född 1637 i Åsbo, Östergötland, död den 2 mars 1712 i Stockholm, var en svensk diplomat.

## Biografi
Han tillhörde den östgötska prästsläkten Eosander, vilket namn han bar, tills han 1698 adlades med namnet Göthe. Han var bror till greve Nils Lillieroot, och dottern Anna Elisabeth var gift med Samuel Barck.
Göthe var handsekreterare hos residenten von Lilienthal i Moskva 1665, tillhörde de svenske legaternas svit vid gränsmötet vid Pliusaströmmen 1666, var de följande åren sekreterare hos de svenska ministrarna i Moskva och translator på 1673 års stora beskickning till nämnda stad.
Göthe utnämndes 1677 till referendariesekreterare för ryska ärenden i kansliet och avgick 1680 på en beskickning till Ryssland. År 1681 utnämndes han till rådman i Stockholm och 1693 till assessor i Svea hovrätt. År 1699 var han tredje ambassadör på den stora beskickningen till Ryssland.

## Adliga ätten Göthe
Den adliga ätten nummer 1363 Göthe, introducerad 1699, utslocknade på svärdssidan 1712 med den först adlade Samuel Göthe. En annan gren, som också blev tilldelad friherrlig värdighet av Karl XII, representerad av Johann Friedrich Eosander von Göthe, blev aldrig introducerad i Sverige.

## Familj
Göthe gifte sig 1 augusti 1671 i Riddarholmens församling i Stockholm med Anna Bertilsdotter (-1716), de fick följande barn tillsammans: 
1. Johan Gabriel Göthe, döpt 15 december 1672 i Stockholm Riddarholmens församling, Stockholm, död som ung.

1. Anna Elisabet Göthe, född 1675, begraven 20 november 1736 i Jakobs kyrka, gift sig 1700 med riksrådet Samuel Barck, adlad, friherre och greve.

1. Christina Göthe, döpt 22 augusti 1676 i Riddarholmens församling, Stockholm, död 6 maj 1741 på Åland-Österby i Ålands socken, Uppsala län. Begraven i familjegraven i Jakobs kyrka. Gifte sig med hovrättsrådet Henrik Rosenstedt (1666-1729).

1. Catharina Göthe, döpt 14 april 1678 i Riddarholmens församling, Stockholm, död 1713. Gift 1709 med överstekammarherren, friherre Axel Lindhielm (1683-1758).

1. Nils Göthe, döpt 21 juni 1681, död före fadern i Riddarholmens församling, Stockholm. Var hovjunkare 1703. Sekundfänrik 1707. Sekundfänrik vid livgardet 1707. Fången vid Perevolotjna 1 juli 1709.

1. Eva Sofia Göthe, döpt 22 maj 1684 i Riddarholmens församling, Stockholm, död 17 april  1729. Gifte sig 1708 med landshövdingen Johan Didrik Grönhagen.